# PV Весов
PV Весов (лат. PV Librae) — одиночная переменная звезда в созвездии Весов на расстоянии (вычисленном из значения параллакса) приблизительно 14100 световых лет (около 4323 парсеков) от Солнца. Видимая звёздная величина звезды — от +14,1m до +12,9m.

## Характеристики
PV Весов — пульсирующая переменная звезда типа RR Лиры (RRAB).